# Assane Ba
Assane Ba est un homme sénégalais et figure marquante du mouvement de grève des loyers des résidents des foyers Sonacotra.

## Biographie
Fils de fonctionnaire, Assane Ba étudie le droit à l'Université de Dakar. En 1974, s'investit dans les luttes étudiantes : critiques des programmes jugés « trop français », du système de bourses, remise en cause du numerus clausus et propose des cours d'alphabétisation. Il se retrouve interdit d'examen en raison de son implication politique, et décide alors d'émigrer en France afin de poursuivre ses études.
À Paris, il loge dans une chambre de bonne au Trocadéro. Il est à la fois marqué par la grande liberté politique qu'il perçoit, mais aussi par les conditions de vie indignes des migrants africains. Il organise au foyer de Charonne des cours d'alphabétisation suivant la méthode de Paolo Freire, ainsi que des débats politiques.

## Grève des loyers
Il déménage au foyer Sonacotra de Montreuil, au moment où commence à s'organiser une rébellion contre les augmentations de loyer. Si les foyers sont majoritairement occupés par des travailleurs Maghrébins, ce sont essentiellement les étudiants issus de l'Afrique subsaharienne qui se retrouvent leaders du mouvement, en raison de leur instruction. Assane Ba est délégué de son foyer. Il réalise que le parti communiste français cherche à diriger le mouvement en remplaçant les délégués locaux par des membres de parti, comme l'en avait averti Mustapha Cherchari, l'initiateur de la grève des loyers ; Ba refuse, mais le parti passe outre. Les différences sont profondes : Ba, Cherchari et les résidents veulent que ce soient les résidents qui négocient avec la Sonacotra, tandis que le parti veut que ce soient les syndicats, notamment la CGT, qui s'en chargent. De plus, le parti ne veut pas porter la revendication des résidents par rapport au racisme et à la violence des gérants des foyers, car ces gérants sont syndiqués CGT et que cela « diviserait les travailleurs ».